# Кастро, Серхио де (художник)
Серхио де Кастро (исп. Sergio de Castro; 15 сентября 1922, Буэнос-Айрес — 31 декабря 2012, Париж) — французский художник аргентинского происхождения.

## Биография
Серхио де Кастро родился в Аргентине, в семье аристократов испанского происхождения (Галисия и Страна Басков), в доме Кастро. Отец был дипломатом, поэтому c 1923 по 1932 годы Кастро жил в Швейцарии с родителями и двумя сёстрами. В течение этих лет он посещал Лозанну, Женеву и Турин.
В 1933 году он поступил в иезуитскую школу в Монтевидео и начал обучение музыке. Он открыл для себя поэзию, изучая устный и письменный испанский. Его особенно затронули работы Сесара Вальехо. Спустя годы Кастро стал близким другом таких писателей как Октавио Паса, Хулио Кортасара, Сэмюэля Беккета, Костаса Папаиоанну и Жоржа Шеаде. Во время поездки в Уругвай, он встретил Хоакина Торреса Гарсия, у которого он впоследствии обучался изобразительному и монументальному искусству с 1941 по 1949 годах. В 1942 году он переехал в Аргентину, прожив там до 1949 года. Друзьями Кастро стали такие художники, как Николас Хадьикирьякос-Гикас (греч. Νίκος Χατζηκυριάκος - Γκίκας), Мария Элена Виейра да Силва и Арпад Сенеш.
В 1945 году он устроился секретарём в астрономической обсерватории Кордовы; он также работал помощником музыканта Мануэля де Фалья в Альта Грасия, до его кончины в 1946. В 1945 и 1946 он получил стипендию французского правительства на изучение музыкальной композиции. В течение 1946 он участвовал в выставке в Нью-Йорке, наряду с другими членами мастерской Торреса Гарсиа. В тот же год он путешествовал на северо-восток Аргентины и юг Перу, чтобы изучать преколумбийское искусство с Гонсало Фонсекой, Хулио Уругваем Альпуй и Хонио Монтьелем Архивная копия от 30 июля 2017 на Wayback Machine.
В 1949 году он стал преподавать историю музыки в новой музыкальной школе Ла-Платы. Его работы в качестве музыканта привлекли внимание таких деятелей, как Вильгельма Фуртвенглера, Аарона Копленда и Хуана Хосе Кастро. Он покинул работу когда получил стипендию французского правительства, для углублённого изучения музыки в Париже, где он обосновался в ноябре 1949 года. С 1951 года он посвятил себя исключительно живописи.
В 1955 году подруга Кастро, немецкая писательница и переводчица Эдит Арон, познакомила его с Хулио Кортасаром, который впоследствии стал его другом. Кастро вдохновил Кортасара на создание героя Этьена в новелле «Игра в классики» (исп. Rayuela). В книге рассказывается о близкой дружбе главного героя, Орасио Оливейра, с его соратником из Клуба Змеи, которого он часто навещал в его студии в Париже. В 1960 году де Кастро получил приз Холмарк (англ. Hallmark) в Нью-Йорке, а в 1979 году — французское гражданство.
В 1980 году он выставлял свои работы в Аргентинском павильоне на 39-й Венецианской биеннале (англ. Venice Biennale). Он работал адъюнкт-профессором на факультете гуманитарных наук Страсбургского университета с 1981 по 1986 годы. В 1997 году он получил степень Офицера Ордена Искусств и Литературы.
В 2006 году Серхио де Кастро пожертвовал 220 работ музею Изобразительных искусств в Сен-Ло.
Он был близким другом музыканта Альберто Хинастеры, упомянувшего Серхио де Кастро и его первые работы в своих заметках о современной аргентинской музыке.
Кастро скончался 31 декабря 2012 года в Париже и похоронен на кладбище Монпарнас, рядом со своим близким другом Самюэлем Бекеттом.